# اختر عبدالرحمان
اختر عبدالرحمان (انگلیسی: Akhtar_Abdur_Rahman؛ زاده ۱۱ ژوئن ۱۹۲۴ – درگذشته ۱۷ اوت ۱۹۸۸) یک سیاست‌مدار اهل پاکستان بود.